# Leptoconops aviarum
Leptoconops aviarum är en tvåvingeart som beskrevs av Gutsevich 1973. Leptoconops aviarum ingår i släktet Leptoconops och familjen svidknott. Inga underarter finns listade i Catalogue of Life.